# Andreas Lichert

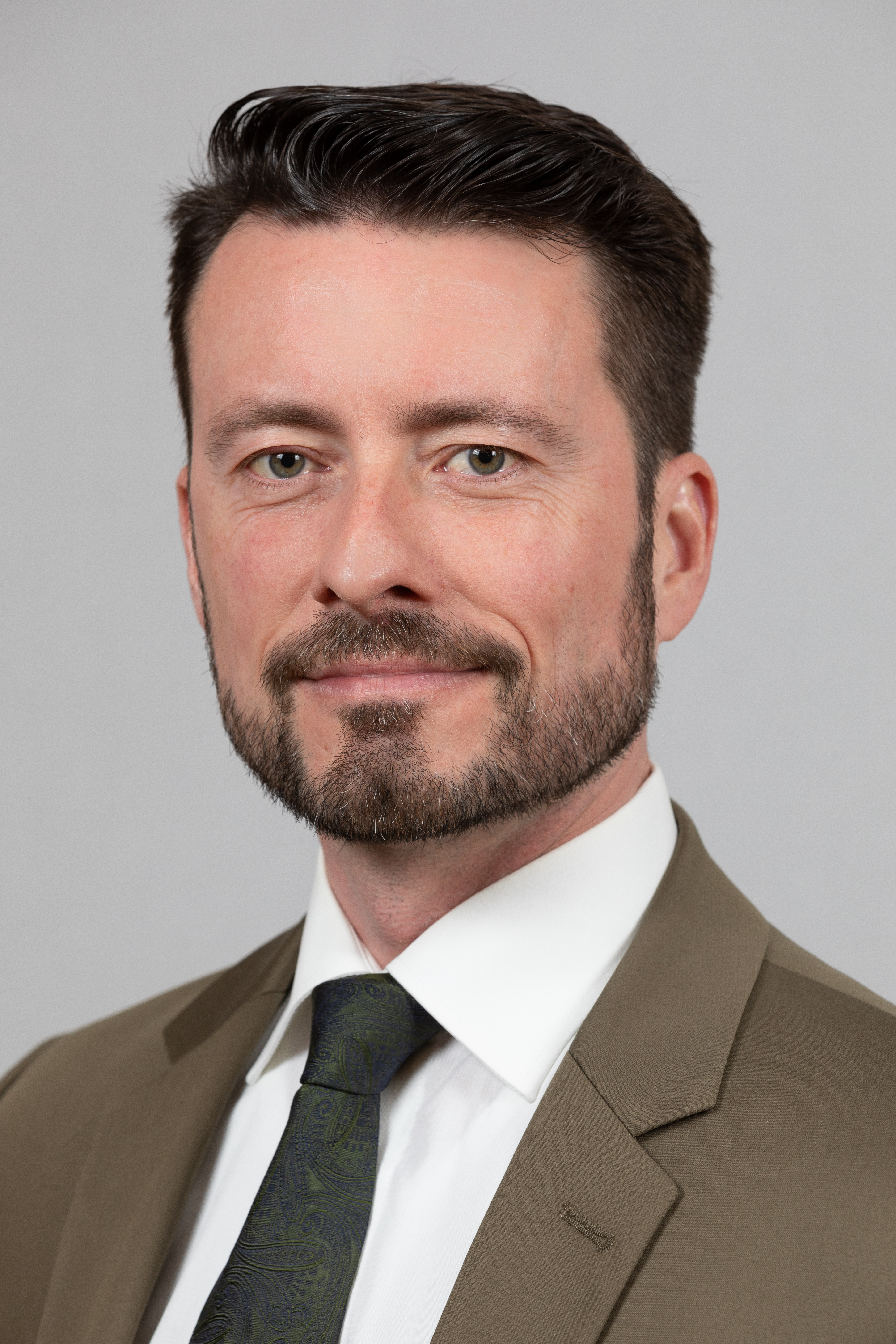
Andreas Lichert, 2019

Andreas Lichert (* 19. September 1975 in Bad Homburg vor der Höhe) ist ein deutscher Politiker (Alternative für Deutschland). Er ist seit 2019 Abgeordneter im Hessischen Landtag und seit 2021 Vorstandssprecher der AfD Hessen.

## Leben
Lichert absolvierte ein Duales Studium an der Berufsakademie Mannheim und war von 2000 bis 2003 beim Konzern Siemens AG beschäftigt. Er war danach als Unternehmensberater in Hessen tätig. Er ist seit 2013 Mitglied der hessischen AfD. Seit 2016 ist er Mitglied im Kreistag der Wetterau für die AfD.  Bei der hessischen Landtagswahl 2018 kandidierte er auf Listenplatz 5 der AfD und im Wahlkreis Wetterau II, wo er 17,4 % der Erststimmen erhielt. Ihm gelang der Einzug als Abgeordneter in den hessischen Landtag über die Landesliste seiner Partei.  Im November 2021 wurde er neben Robert Lambrou auf dem  AfD-Parteitag  zum Vorstandssprecher gewählt. Bei der Landtagswahl 2023 zog er erneut über die Liste in den Landtag ein.
Lichert hat Kontakte zum vom Verfassungsschutz seit April 2023 als gesichert rechtsextrem eingestuften Institut für Staatspolitik, war bis 2018 Vorstandsmitglied dessen Trägervereins und war Hausverwalter einer Immobilie in Halle, die von der Identitären Bewegung als „identitäres Zentrum“ genutzt wurde. Er gilt als hessischer Vertreter der Gruppierung Der Flügel innerhalb der AfD. Vor dem Landgericht Frankfurt am Main scheiterte Lichert mit einem Antrag, seinem Fraktionskollegen Walter Wissenbach zu untersagen, ihn als „stolzes Mitglied“ der Identitären Bewegung zu bezeichnen. Im Mai 2023 verwendete Lichert in einer Debatte den Begriff der „internationalen Hochfinanz“, woraufhin ihm vorgeworfen wurde, ein antisemitisches Codewort zu benutzen.
Lichert wohnt in Bad Nauheim.